# Aregno
Aregno (korziško Aregnu) je naselje in občina v francoskem departmaju Haute-Corse regije - otoka Korzika. Leta 2011 je naselje imelo 587 prebivalcev.

## Geografija
Kraj leži v severozahodnem delu otoka Korzike 79 km jugozahodno od središča Bastie.

## Uprava
Občina Aregno skupaj s sosednjimi občinami Algajola, Avapessa, Belgodère, Cateri, Costa, Feliceto, Lavatoggio, Mausoléo, Muro, Nessa, Novella, Occhiatana, Olmi-Cappella, Palasca, Pioggiola, Speloncato, Vallica in Ville-di-Paraso sestavlja kanton Belgodère s sedežem v Belgodèru. Kanton je sestavni del okrožja Calvi in šteje 3.640 prebivalcev.

## Zanimivosti
- romanska cerkev sv. Trojice in sv. Janeza iz 11. stoletja, francoski zgodovinski spomenik,
- župnijska baročna cerkev sv. Antona, zgodovinski spomenik.